# LFC Berlin
LFC Berlin was een voetbalclub uit de Duitse hoofdstad Berlijn. De club heeft 1300 leden waaronder bijna 800 kinderen en tieners in meer dan 35 ploegen waardoor het de grootste jeugdafdeling van Duitsland heeft. De club onderging door de jaren heen talloze fusies en naamswijzigingen.
In 1971 fusioneerden FV Brandenburg en SG Lichterfeld tot FV Brandenburg Lichterfelde en in 1988 fusioneerde de club met Lichterfelder Sport-Union. De nieuwe naam werd VfB Lichterfelde 1892 en deze naam bleef behouden tot 2002 toen de huidige naam aangenomen werd.

## Geschiedenis

### FV Brandenburg
Op 20 maart 1892 werd FV Brandenburg 1892 opgericht. Begin jaren 1900 kwam er een splitsing en werd TuFV Helvellia Berlin opgericht. Beiden clubs verenigden zich terug in 1905. De Eerste Wereldoorlog liet zijn sporen na en de club verdween bijna. In 1919 fusioneerde de club met Berliner SC 09 Brandenburg en nam de naam SV Brandenburg Berlin aan. Twee jaar later volgde een nieuwe fusie met BBC 03 Berlin om zo BBC-Brandenburg Berlin te worden. In 1929 speelde de club onder de naam FV Brandenburg Berlin en in 1933 volgde een nieuwe fusie met FC Eintracht Lankwitz. Na het uitbreken van de Tweede Wereldoorlog vormde de club een spelverbond met Rot-Weiß-Schöneberg om zo te kunnen verder voetballen. Na het einde van de oorlog werden alle organisaties in Duitsland, waaronder alle voetbalclubs, ontbonden. De club werd heropgericht onder de naam SG Steglitz-Friedenau en nam in 1950 terug de naam FV Brandenburg Berlin aan.
In 1971 fusioneerde de club met SG Lichterfeld, dat op 18 juni 1912 opgericht werd als FC Lichterfeld 12 en in 1945 heropgericht werd als SG Lichterfeld. De nieuwe benaming voor de club werd FV Brandenburg Lichterfelde, kortweg BraLi.

### Lichterfelder SU
Toen Lichterfelder SU werd opgericht in 1951 was FC Lichterfelde 12 de beste club uit Lichterfelde en speelde in de Berliner Amateurliga, de tweede hoogste klasse in West-Berlijn. Al in het eerste bestaansjaar kon LSU promoveren uit de vijfde en laagste klasse van het Berlijnse voetbal en liet daarmee districtsconcurrent Brandenburg 92 achter zich. Een tweede promotie op rij kwam erg dichtbij, maar in de eindronde liet de club het afweten. Promotie volgde pas in 1959. Na een degradatie van Lichterfelde 12 en twee promoties van Brandenburg 92 speelden alle drie de clubs in 1961/62 bij elkaar in de competitie. Het zou het enige jaar zijn dat dit voorviel omdat LSU promoveerde naar de Amateurliga. De club speelde bovenaan mee en door een herstructurering van de competitie in 1965 belandde de club in de Regionalliga Berlin, het betaalde voetbal en de tweede klasse in Duitsland.
Tussen de grotere clubs kon de club niet mee aan en een degradatie werd net vermeden, maar in het tweede seizoen kon de club dit niet meer afwenden. Het volgende seizoen degradeerde de club zelfs naar de vierde klasse. Ook de andere twee clubs uit Lichterfelde deden het minder goed en op 4 juli 1971 fusioneerden FV Brandenburg en Lichterfelde.

### LSU en BraLi
De clubs speelden eerst in de A-Klasse en later in de Amateurliga Berlin. In 1975 begon BraLi met een dames en meisjesafdeling. Nadat LSU in 1977 de halve finale van de Berlijnse beker behaalde mochten ze aantreden in de eerste ronde van de DFB-Pokal, maar werd daar meteen uitgeschakeld. Het was de eerste keer dan een club uit Lichterfelde zich plaatste voor de eerste ronde van de beker. In 1978 werd LSU vicekampioen en BraLi derde waardoor beide clubs promoveerden naar de Oberliga Berlin, de toenmalige derde hoogste klasse in Duitsland. De teams kwamen nu tegenover sterkere clubs te staan. In het eerste seizoen werd LSU vijfde en in het tweede seizoen deed de club zelfs voor de titel mee, maar verloor deze op de laatste speeldag aan BFC Preussen. BraLi vocht daarentegen tegen de degradatie en moest na twee seizoenen Oberliga weer een stap terugzetten.
De volgende jaren speelde LSU in de middenmoot en bereikte in 1984 wel de Berlijnse bekerfinale die het verloor van SpVgg Blau-Weiß Berlin, dat twee jaar later naar de Bundesliga promoveerde. In 1986 promoveerde BraLi terug naar de Oberliga. BraLi degradeerde meteen en LSU kampte ten gevolge van financiële problemen voor het eerst tegen de degradatie. Zo ontstonden de eerste fusiegesprekken. LSU werd laatste en degradeerde in 1988. Doordat BraLi slechts derde werd en niet promoveerde moest de club het volgende seizoen in de Landesliga (vierde klasse) aantreden.

### VfB Lichterfelde
BraLi en LSU werden op 2 juni 1988 officieel verenigd in VfB Lichterfelde 1892. De doelstelling om te promoveren werd al in het eerste jaar bereikt met de titel. Het volgende seizoen werd de club vijfde. Na dit seizoen werd Duitsland herenigd en kwamen er veranderingen in het voetbal. Gezien de isolatie van West-Berlijn konden de clubs altijd op een vrij hoog niveau blijven voetballen, maar nu het land herenigd werd kregen de clubs veel concurrentie. De Oberliga Berlin werd omgevormd naar de NOFV Oberliga en de clubs moesten het opnemen tegen onder andere Energie Cottbus en voormalig Europees bekerwinnaar 1. FC Magdeburg. De club speelde drie seizoenen in de middenmoot. Door de herinvoering van de Regionalliga in 1994 werd de Oberliga nu de vierde klasse. VfB werd twee jaar op rij vicekampioen en miste net de promotie naar de Regionalliga. De volgende seizoenen belandde de club echter in de middenmoot. In 1997/98 bereikte de club de finale van de Berlijnse beker en trof daar Tennis Borussia. De club verloor, maar omdat Tennis Borussia promoveerde naar de 2. Bundesliga mocht VfB voor het eerst sinds 1977 aantreden in de DFB-Pokal. VfB had het geluk om een topclub te loten, Schalke 04. Voor deze wedstrijd moest de club uitwijken naar het Friedrich-Ludwig-Jahn-Sportpark van Türkiyemspor. Er kwamen 4500 toeschouwers kijken hoe Schalke de thuisclub vernederde met 0-6. De volgende jaren werd de club een middenmoter in de competitie en in 2004 degradeerde de club.

### LFC Berlin
Op 7 juni 2004 nam de club de naam Lichterfelder FC Berlin, kortweg LFC Berlin aan. In 2006 promoveerde de club terug naar de Oberliga. Door de invoering van de 3. Bundesliga in 2008 werd de Oberliga gedegradeerd tot de vijfde klasse. Sinds de terugkeer in de Oberliga eindigde de club elk jaar in de top 10. In maart 2013 werd bekend dat er gesprekken liepen met Berliner FC Viktoria 1889 om te fuseren om zo een nieuwe grote Berlijnse club te vormen. In seizoen 2013/14 ging FC Viktoria 1889 Berlin van start.